# Erastria sphaeromacharia
Erastria sphaeromacharia là một loài bướm đêm trong họ Geometridae.